# نهر بلارام
نهر بالارام هو نهر يقع في منطقة باناسكانتا في ولاية غوجارات، الهند. يتدفق بالكامل في منطقة باناسكانتا ويندمج في نهر باناس على بعد 14 كم قبل سد دانتيوادا. يقع معبد بالارام شيفا على ضفة هذا النهر.
تُعرف المنطقة المحيطة بهذا النهر باسم محمية بلارام أمباجي للحياة البرية.